# اسپلدهرست
اسپلدهرست (به انگلیسی: Speldhurst) یک روستا و محله مدنی در بریتانیا است که در Tunbridge Wells واقع شده‌است. اسپلدهرست ۴٬۹۷۸ نفر جمعیت دارد.